# Rip van Winkle (film 1912 Reliance)
Rip Van Winkle è un cortometraggio muto del 1912. Il nome del regista non viene riportato nei credit del film che, prodotto dalla Reliance Film Company, aveva come interpreti Hal Reid e Sue Balfour.
Uno dei numerosi adattamenti cinematografici del racconto Rip van Winkle di Washington Irving. Nel 1912, vennero girati altri due film dallo stesso titolo.

## Trama
Dopo una terribile tempesta, Rip van Winkle torna a casa completamente ubriaco e la moglie Gretchen lo caccia. Vagando tra le montagne, incontra Hendrick Hudson e i suoi demoni che lo esortano a bere con loro. Rip si addormenta per svegliarsi vent'anni dopo, ormai vecchio. Nel frattempo, l'amico Derrick Von Beekman ha approfittato della sua scomparsa per impossessarsi della sua casa e dei terreni, esibendo un falso documento di donazione. Ha anche sposato Gretchen, rendendola molto infelice. Dopo quei vent'anni, Rip torna a casa giusto in tempo per salvare la moglie e rivendicare le sue proprietà producendo un vecchio documento sbiadito che tira fuori dalla sua sacca.

## Produzione
Il film fu prodotto dalla Reliance Film Company.

## Distribuzione
Distribuito dalla Film Supply Company, il film - un cortometraggio in una bobina - uscì nelle sale cinematografiche degli Stati Uniti il 6 luglio 1912.